# 紫黑眶鋸雀鯛
紫黑眶鋸雀鯛（學名：Stegastes leucorus），又稱紫黑高身雀鯛，為輻鰭魚綱雀鯛科眶鋸雀鯛屬下的一個種，被IUCN列為易危保育類動物，分布於東太平洋墨西哥下加利福尼亞州延伸到雷維拉吉赫多群島和瓜達盧佩島海域，深度1至15公尺，本魚體呈橢圓形而側扁，吻短而鈍圓。口中型，具頜齒，小而呈圓錐狀，眶下骨裸出，下緣具鋸齒，前鰓蓋骨後緣具鋸齒，下鰓蓋骨後緣無鋸齒，體被櫛鱗，鱗片邊緣黑色形成網狀紋，幼魚體為紫黑色，背部黃色，尾鰭白色，背鰭中央後方有一黑色大眼斑，成魚全身為紫黑色，腹鰭邊緣黃色，尾柄部略帶白色，背鰭硬棘12枚、背鰭軟條14-16枚、臀鰭硬棘2枚、臀鰭軟條12-14枚，體長可達14公分，棲息在近海珊瑚礁及岩礁區，屬雜食性，以藻類及小型無脊椎動物為食，具有領域性，繁殖期時成對出現，雄魚會守護卵直到孵化，生活習性不明。